# 高月まつり
高月まつり（こうずき まつり、 6月21日 - ）は日本の小説家。双子座。血液型はO型。
ボーイズラブ作品を手がける。
主にプラチナ文庫 プリズム文庫 ダリア文庫 もえぎ文庫 などで活躍中。

## 作品リスト
プラチナ文庫 （プランタン出版）
- 君と緋色の恋を抱き / 夢花季(03/5)
- 伯爵様は不埒なキスがお好き/ 蔵王大志(03/8)
- ラブマシーンになりたい / なぼほ(03/9)
- 伯爵様は危険な遊戯がお好き / 蔵王大志(03/11)
- 恋愛仁義〜俺の背中に手を出すな!〜 / 富士山ひょうた(04/2)
- おぼっちゃまにはわかるまい / 夢花季(04/4)
- 伯爵様は秘密の果実がお好き/ 蔵王大志(04/7)
- 伯爵様は魅惑のハニーがお好き/ 蔵王大志(04/12)
- 恋愛仁義〜美背中は俺のもの！〜/ 富士山ひょうた(05/2)
- あ・ぶ・な・いデザインルーム/ タカツキノボル(05/4)
- マイ・フェア・ウルフ/ 天城れの(05/8)
- 仁義ある密愛〜究極の美髪を求めて〜 / 富士山ひょうた(05/11)
- だれにも言えない/ 樹要(06/2)
- 伯爵様よりスペシャルな愛をこめて/ 蔵王大志(06/5)
- 調教マエストロはスレイブに愛をささやく/ 南国ばなな(06/9)
- 素直にとろける君が好き/ 櫻井しゅしゅしゅ(06/12)
- 秘密のゴミ箱で恋をして/ 汞りょう(07/4)
- ラブフェチ/ 海老原由里(08/5)
- 恋するドラゴンハート/ 蔵王大志(08/6)
- シュガラブ〜恋のランチはお・あ・ず・け〜/ かなえ杏(08/10)

プリズム文庫（オークラ出版） 
- スーパーラヴァーズ/ こうじま奈月(99/7)
- ラブショップ・ア・ゴーゴー/ 藤河るり(99/10)
- この世界の果てまでも/ 高宮東(99/12)
- リトルダーリン/ こうじま奈月(00/7)
- 正義の味方でいこうっ！/ 安東実(00/9)
- 恋愛遺伝子/ みささぎ楓季(01/3)
- いつの間にやらプリンスメーカー/ こうじま奈月(01/6)
- 強運恋愛契約事情/ 松本テマリ(01/7)
- 天使の恋は長距離恋愛/ 天堂まひる(01/10)
- ファンキービターアトラクション/ こうじま奈月(02/2)
- お前のワガママだけ聞いてやる/ こうじま奈月(02/3)
- これがボクらの幸せなんだ/ 木村メタヲ(02/7)
- 愛の前に跪けっ！/ 稀ノ川むつみ(02/8)
- 愛があれば年の差なんて/ 滝本キリヲ(02/8)
- 王子もキスで目を覚ます/ 宮沢ゆら(02/10)
- FINTH　FINGER　LOVERS/ 滝本キリヲ(02/12)
- 薔薇の前に跪けっ！/ 稀ノ川むつみ(03/2)
- 苦い蜜の夢を見ていた/ 佐々成美(03/3)
- ラブ・イズ・キャッシュ/ 滝本キリヲ(03/5)
- スローステップがお似合い/ 桃八号(03/6)
- スローステップがお似合い２/ 桃八号(03/7)
- 幸せはいつだってホームメイド/ 明森びびか(03/9)
- ご先祖様万歳！？/ こうじま奈月(03/10)
- 恋するランブルフィッシュ/ 櫻井しゅしゅしゅ(04/3)
- 先生は幸せの桃/ 宮沢ゆら(04/6)
- 嫉妬の前に跪けっ！/ 稀ノ川むつみ(04/8)
- 小高い丘のラブ＆ピース/ 滝本キリヲ(04/10)
- 恋はドクターストップできない/ Dr.天(04/11)
- 混戦ラブノット/ 稀ノ川むつみ(05/4)
- 幸福遊戯/ アオイ冬子(05/6)
- 愛の夜を実行せよっ！/ 稀ノ川むつみ(05/7)
- 楽園までの距離/ 藤河るり(05/12)
- 罪人たちの甘い薔薇/ 高宮東(06/3)
- 嘘で始まるシンデレラ/ こうじま奈月(06/7)
- この指で愛を語ろう/ 嶋田二毛作(07/2)
- 素直になれないラブモーション/ こうじま奈月(07/6)
- ロマンティックは裏切らない/ かなえ杏(08/7)
- 時間を超えて愛してる（2011年、イラスト：前田紅葉）

ダリア文庫（フロンティアワークス） 
- オマケの王子様/ こうじま奈月(05/11)
- がんばる王子様/ こうじま奈月(07/10)
- 見ているだけじゃ我慢できない/ 天王寺ミオ(08/2)

ラヴァーズ文庫(竹書房) 
- 終わりよければすべてラブ/海奈(09/03)